# Gus Hall
Gus Hall, nacido como Arvo Kustaa Halberg (8 de octubre de 1910 - 13 de octubre de 2000), fue un político comunista estadounidense, uno de los fundadores del sindicato United Steelworkers of America. 
Fue durante 41 años el máximo dirigente del Partido Comunista de los Estados Unidos (CPUSA), presentándose en cinco ocasiones a las elecciones presidenciales del país.

## Biografía
Gus Hall era hijo de inmigrantes finlandeses que vivían en Cherry, una pequeña población al norte de Minnesota cuya actividad económica principal es la producción de hierro. Sus padres habían tenido 10 hijos, habían participado en el sindicato IWW y estaban entre los fundadores del Partido Comunista de los Estados Unidos, actuando en apoyo de sindicatos y huelgas, por lo cual las charlas sobre temas políticos eran comunes en su hogar. En 1927 su padre logró afiliarlo al CPUSA y de inmediato Gus Hall empezó a participar como organizador de las juventudes del Partido, mientras trabajaba en minas y ferrocarriles del norte de Minnesota y los estados vecinos de Wisconsin y Míchigan. A los 21 años, en 1931, su talento de organizador le permitió participar en un viaje de estudios políticos a la Unión Soviética, estudiando en la Escuela Internacional Lenin. 
A su regreso participaría en diversas huelgas durante la Gran Depresión, siendo encarcelado en Mineápolis en 1934 acusado de liderar tomas violentas de locales, y sentenciado a seis meses de cárcel; esto le movió a cambiar su nombre definitivamente de "Arvo Halberg" a Gus Hall para evitar ser "vetado" por los patronos industriales de modo permanente.

### La huelga del "Pequeño Acero" (Little Steel)
En aquel año de 1934, Gus Hall se trasladó al valle de Mahoning, en Ohio, donde trabajó en una acería de la ciudad de Youngstown. Fue uno de los organizadores del Comité de Organización de los Trabajadores del Acero (SWOC) y lideró en 1937 la llamada "Huelga del Pequeño Acero". El éxito de la huelga abrió paso a la Unión de Trabajadores Siderúrgicos de América (USWA) en 1943, ya durante la Segunda Guerra Mundial. Philip Murray, presidente y fundador de la USWA, alabó la organización de Hall. En Youngstown, Hall se casaría en 1935 con Elizabeth Turner, también dirigente política del SWOC. Tuvieron dos hijos. Tiempo después, Hall dimitiría de este puesto en el sindicato para pasar a organizar el CPUSA en Youngstown, con tanto éxito que ya en 1939 era líder del CPUSA en el importante foco industrial de Cleveland.
Hall se alistó como voluntario en la Armada de los Estados Unidos al estallar la Segunda Guerra Mundial, sirviendo como maquinista en la isla de Guam. Se licenció con honores el 6 de marzo de 1946, con la guerra ya terminada. Tras su regreso a casa, fue elegido para el Consejo de Dirección Nacional del CPUSA apoyado por el líder Eugene Dennis (quien a su vez fue elegido Secretario General) después que el veterano dirigente Earl Browder fuera destituido del CPUSA por sus críticas al estalinismo. Precisamente bajo la guía de Eugene Dennis, el CPUSA adopta una política fuertemente prosoviética en plena Guerra Fría, lo cual genera hostilidad y una soterrada persecución contra el CPUSA en la década de 1950.
En 1948 Gus Hall es arrestado junto a otros once dirigentes comunistas estadounidenses y acusado de conspirar para derrocar al Gobierno por la fuerza, por lo cual se le pretende aplicar la "Ley de Registro de Extranjeros" o "Ley Smith" para deportarlo a Finlandia, acusado de tramar un golpe de Estado, aunque las pruebas ofrecidas por los fiscales contra Hall y los demás acusados sólo se basaban en sus ideas políticas y no en algún riesgo real de actividad violenta. Liberado en una primera sentencia, eludió la fianza y estuvo preso desde 1951 hasta 1954. Siempre manteniendo la ortodoxia soviética, Hall ganó un lugar prominente entre los líderes del CPUSA, pero se enfrentó a Eugene Dennis acusándolo de "cobardía" por no pasar a la clandestinidad en 1951.

### Líder de los comunistas estadounidenses
En 1959 Gus Hall es nombrado Presidente del CPUSA, cargo que ocuparía hasta su muerte en octubre del año 2000 manteniendo los principios del marxismo-leninismo leales a la Unión Soviética, rechazando por completo las llamadas "vías nacionales al socialismo" que comenzaban a surgir en Europa, conocidas tiempo después como eurocomunismo. Como principal dirigente del CPUSA, Hall tuvo que lidiar con la política furiosamente anticomunista del Gobierno federal estadounidense, viéndose obligado en no pocas ocasiones a auto-exiliarse en la URSS. 
En 1968, Gus Hall condenó la Primavera de Praga y apoyó la intervención soviética en Checoslovaquia, del mismo modo que ya antes había condenado la Revolución húngara de 1956 y defendió la intervención militar del Ejército Rojo en Hungría. Luego en la década de 1970 Hall mantuvo al CPUSA en oposición a la Guerra de Vietnam, lo cual le permitió al Partido ganar algunos nuevos adeptos, llegando a 25 000 militantes inscritos en 1972 (sin contar simpatizantes), pero este crecimiento quedó frenado por la insistencia de Hall en censurar todo cuestionamiento hacia la URSS y colocar al Partido como un defensor absoluto del marxismo-leninismo en su variante soviética, lo cual alejó del CPUSA a numerosos militantes en potencia y dañó sus relaciones con otros grupos izquierdistas como la "New Left". En paralelo, Hall continuó presentando su candidatura a Presidente de los Estados Unidos en las elecciones de 1972, 1976, 1980, y 1984, pero el máximo apoyo obtenido fue el 1976 con apenas 58 709 votos (el 0,07 % del total de votantes).
El debilitamiento del CPUSA en la década de 1980 no hizo variar de política a Gus Hall, quien ahora condenaba el eurocomunismo como una "desviación ideológica", pese a que el conservadurismo del CPUSA lo hacía cada vez más irrelevante en la escena política estadounidense. La crisis final llegó cuando el CPUSA condenó la perestroika lanzada por el líder soviético Mijaíl Gorbachov en 1985, lo cual dañó seriamente las relaciones del Partido con las autoridades soviéticas, en tanto el nuevo régimen de Gorbachov cortó todo apoyo financiero al CPUSA, auxilio que resultaba de crucial importancia para la supervivencia del Partido, quien ya no presentó candidatos presidenciales en 1988. 
Tras la caída del bloque socialista en Europa del Este y la disolución de la URSS, sucedida en 1991, Hall tuvo que afrontar una de las más duras crisis del movimiento comunista estadounidense, al descender dramáticamente el número de afiliados (que apenas llegaba a 10 000 personas en 1990) y perder todo su financiamiento proveniente de la URSS. Gus Hall afirmó entonces que "lo desatado en Rusia tras la derrota del socialismo no dista nada de la caza de brujas del maccarthismo en nuestro país hace 35 años", pese a lo cual Hall trató de mantener al CPUSA en una posición ortodoxa mientras ello fuera posible.

### Muerte
Gus Hall muere en un hospital de Manhattan (Nueva York) el 13 de octubre de 2000 a los 90 años de edad, debido a problemas con la diabetes y a su avanzada edad.